# 奈良県道160号当麻寺線
奈良県道160号当麻寺線（ならけんどう160ごう たいまでらせん）は、奈良県葛城市を通る一般県道である。

## 概要
葛城市木戸から葛城市當麻に至る。
国道168号から近鉄南大阪線 当麻寺駅を経由し、當麻寺山門前に至る。当麻寺駅以東は道幅が狭く、大型車の通行は困難である。

### 路線データ
- 起点：葛城市木戸（長尾西交差点、国道168号交点）
- 終点：葛城市當麻（當麻寺山門前）

## 地理

### 通過する自治体
- 奈良県
  - 葛城市

### 交差する道路
| 交差する道路                                        | 交差する場所 | 交差する場所        |
| --------------------------------------------------- | ------------ | ------------------- |
| 国道168号                                           | 木戸         | 長尾西交差点 / 起点 |
| 国道165号 / 大和高田バイパス 奈良県道30号御所香芝線 | 當麻         | 當麻寺交差点        |

### 交差する鉄道
- 近鉄南大阪線

### 沿線
- 近鉄南大阪線 当麻寺駅
- 葛城市相撲館
- 當麻寺